# Distrito de Ccapi
Ccapi es un distrito (municipio) situado en la provincia de Paruro, ubicada en el departamento de Cusco, en Perú. Según el censo de 2017, tiene una población de 3079 habitantes.

## Historia
Oficialmente el distrito de Ccapi fue creado el 2 de enero de 1857 mediante Ley dada en el gobierno del Presidente Ramón Castilla.

## Festividades
- Virgen del Rosario. Su festividad se lleva a cabo cada 7 de octubre.[2]